# Céré-la-Ronde
Céré-la-Ronde är en kommun i departementet Indre-et-Loire i regionen Centre-Val de Loire i de centrala delarna av Frankrike. Kommunen ligger i kantonen Bléré som tillhör arrondissementet Tours. År 2022 hade Céré-la-Ronde 424 invånare.

## Befolkningsutveckling
Antalet invånare i kommunen Céré-la-Ronde
Referens:INSEE